# Farro

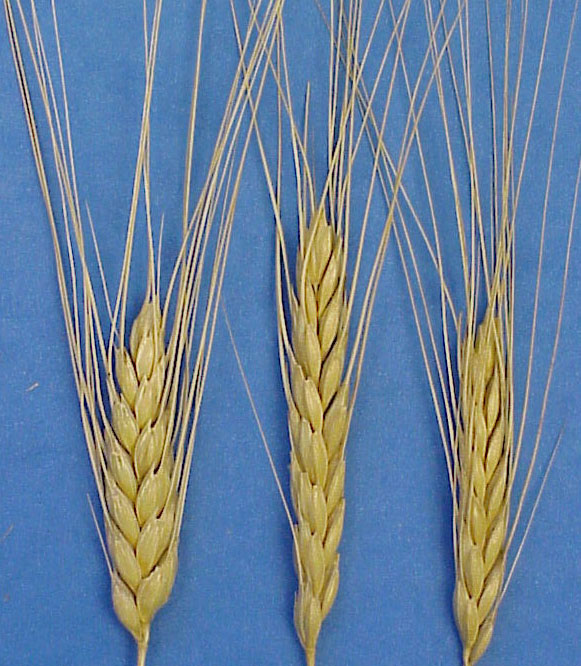
Farro

Farro é um tipo de trigo tetraploide (2n = 4x = 28 cromossomos). Os tipos domesticados são Triticum turgidum subsp. dicoccum e Triticum turgidum conv. durum. A planta selvagem é chamada Triticum turgidum subsp. dicoccoides. A principal diferença entre a silvestre e a doméstica é que a cabeça de sementeira madura da planta silvestre estilhaça e espalha a semente no solo, enquanto na casca domesticada a cabeça da semente permanece intacta, facilitando assim a colheita do grão pelo homem.
Juntamente com o trigo Triticum monococcum, o farro foi uma das primeiras culturas domesticadas no Oriente Próximo. Foi amplamente cultivada no mundo antigo, mas agora é uma cultura relíquia em regiões montanhosas da Europa e da Ásia.